# New Brunswick

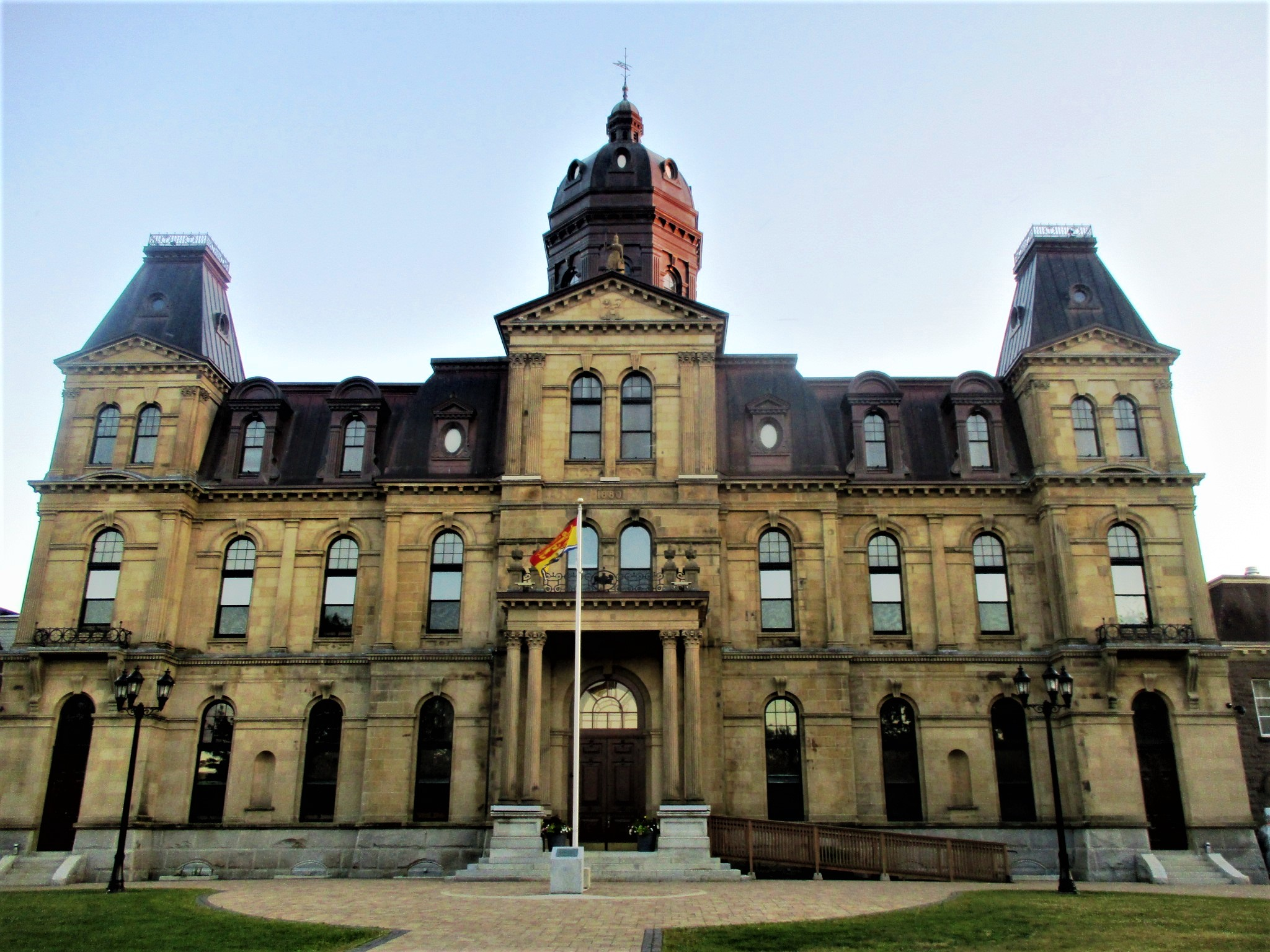
New Brunswick Legislative Building in Fredericton

New Brunswick (tiếng Pháp: Nouveau-Brunswick; phát âm [nuvo bʁœ̃swik], phát âm tiếng Pháp: [nuvo bʁɔnzwɪk], n.đ. '"Tân Braunschweig"') là một tỉnh bang ven biển ở vùng miền đông của Canada với vốn di sản văn hoá hấp dẫn và phong phú. Nó giáp với Nova Scotia, Québec, và tiểu bang Maine của Hoa Kỳ.
Có hình dáng gần giống hình chữ nhật, nó rộng khoảng 322 km từ bắc xuống nam và 242 km từ đông sang tây. New Brunswick giáp với mặt nước gần như ba phía, bao gồm vịnh St. Lawrence, eo biển Northumberland và vịnh Fundy. Vịnh Fundy nằm ở cuối phía đông của tỉnh, có mức thủy triều lên tới 54 feet (khoảng 49,40 m), lớn nhất thế giới. Dân số New Brunswick khoảng 723.900 người, 35% nói tiếng Pháp, phần lớn là cộng đồng Acadia. 50,000 người sống tại New Brunswick. Acadia ban đầu là thuộc địa của Pháp vào những năm 1500.

## Địa lý

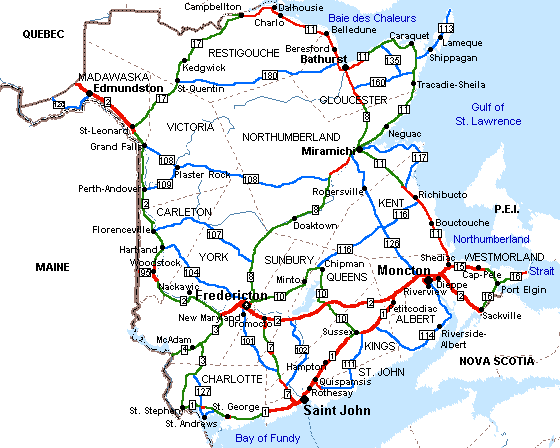
Bản đồ New Brunswick

## Thành phố
New Brunswick có tám thành phố được hợp thành chính thức, danh sách ở dưới theo dân số trở xuống:
- Saint John
- Moncton
- Fredericton
- Miramichi
- Edmundston
- Dieppe
- Bathurst
- Campbellton

Xem Danh sách cộng đồng thuộc New Brunswick.

## Kinh tế
Kinh tế chủ yếu dựa vào ngành đánh bắt thủy hải sản săn cá voi